# Gina Roma
Gina Roma (Vazzola, 16 settembre 1914 – Fratta, 2 ottobre 2005) è stata una pittrice italiana.

## Biografia
Si afferma sulla scena internazionale fin dagli anni cinquanta, prima con la partecipazione a quattro edizioni della Biennale di Venezia e a tre della Quadriennale di Roma.
Nel 1961 espone alla Biennale di San Paolo, Brasile, prima donna ad esservi invitata. Da allora ha esposto in numerosissime gallerie in Italia e all'estero.
Dopo gli inizi figurativi, si dedica all'astratto, realizzando quadri di grande forza espressiva, legati peraltro sempre ai riferimenti naturalistici.
La sua arte è sempre tesa alla ricerca di nuove soluzioni tecniche e formali: Gina Roma attraversa con la sua pittura vari periodi, che si possono ricondurre ai cambiamenti propri del Novecento, secolo pieno di contrasti e novità; è il segno evidente della somma degli impegni civili, sociali e culturali che hanno animato la lunga vita dell'artista, rendendola un pilastro portante della pittura veneta e italiana, nonché la narratrice di eventi storici e sociali che hanno cambiato l'Italia. Alla fine degli anni 1970 insieme ad artisti come Giulio Belluz, Graziano Gozzo, Cesco Magnolato e Mario Pauletto fonda l'Unione degli incisori veneto-friulani.
Nel 1987 è nominata Cavaliere della Repubblica per meriti artistici.
È stata anche direttrice della pinacoteca "Alberto Martini" di Oderzo e in seguito del circolo culturale Ca' Lozzio di Piavon di Oderzo.
Grande artista anche nel campo dell'arte sacra, nel corso della sua lunga e densa carriera è stata ricevuta in udienza privata da ben quattro pontefici.
L'artista è morta il 2 ottobre 2005 all'età di 91 anni nella sua casa-studio a Fratta di Oderzo, dove preferì rimanere insieme al figlio e al marito anche quando Peggy Guggenheim la invitò al suo museo di New York o quando rifiutò l'invito all'École di Parigi.
La sua tomba si trova nel cimitero di Camino di Oderzo.
Pochi sanno che, in gioventù, prima della seconda guerra mondiale, Gina Roma fu chiamata a far parte della nazionale italiana di pallacanestro.

## Mostre postume
- 2009: Grafica a Nord Est. Incisori veneto friulani (Bruno Barborini, Vittorio Basaglia, Giulio Belluz, Mario Bertolo, Giorgio Bordini, Marcello De Vecchi, Franco Dugo, Lucio Fedrigo, Cesco Magnolato, Luigi Marcon, Giuseppe Onesti, Mario Pauletto, Armando Pizzinato, Gina Roma, Virgilio Tramontin), Pordenone, Associazione culturale La Roggia